# Tuborg Pilsener Spor Kulübü
Il Tuborg Pilsener Spor Kulübü era una società cestistica avente sede a Smirne, in Turchia. Fondata nel 1993, si è sciolta nel 2006. Giocava nel campionato turco.